# Via Egnatia
Via Egnatia (græsk: Ἐγνατία Ὁδός) var en vej, romerne byggede 2. århundrede f.Kr. Vejen krydsede de romerske provinser Illyrien, Macedonia og Thrakien gennem områder, der nu er dele af Albanien, Republikken Makedonien, Grækenland og Tyrkiet.
I vest begyndte vejen i Dyrrachium (nu Dürres) ved Adriaterhavet og fulgte en besværlig rute langs Genesus-floden (nu Shkumbin) over Candaviae-bjergene (nu Jablanica) og derfra videre rundt om Ohrid-søen. Derfra drejede den mod syd, gik over mange høje bjergpas, før den ramte Ægæerhavets nordkyst ved Thessaloniki. Videre gik den gennem Thrakien til Byzans (nu Istanbul). Som mange andre romerske veje var den ca. 6 meter bred, brolagt med kantede stenplader eller belagt med hårdt sand.

## Bygning
Hovedkilde om bygningen af Via Egnatia er Strabos Geographica. Arkæologer har fundet milesten på 860 km. lange strækninger, som på to sprog fortæller, at byggeriet blev sat i gang af Gnaeus Egnatius, som var prokonsul over Macedonia; vejen har sandsynligvis fået sit navn efter ham. Den er muligvis bygget oven på en ældre, militær vej, som Polybius og Cicero har beskrevet.
 Vejen blev bygget for at kæde romerske kolonier sammen, fra Adriaterhavet til Bosporusstrædet. Udgangspunktet ved Adriaterhavets østbred lå lige overfor hvor Via Appia ramte vestbredden, så kolonierne i Sydbalkan havde direkte adgang til Rom. Den skabte også en strategisk vigtig forbindelse længere mod øst, indtil kejser August lod bygge en mere nordlig vej tværs gennem Illyrien.
Vejen blev løbende repareret og udbygget, men har også i urolige tider under borgerkrigene været forsømt.
På sin anden missionsrejse rejste apostlen Paulus ad Via Egnatia fra Philippi til Thessaloniki, jfr. Apostlenes Gerninger 16 og 17.
Vejen har spillet en nøglerolle ved mange afgørende begivenheder i Roms historie. Julius Cæsar og Pompejus rejste ad den under Cæsars borgerkrig 49-45 f.Kr. Marcus Antonius og Octavian brugte den, da de jagtede Cassius og Brutus frem med det skæbnessvangre slag ved Philippi i oktober 42 f.Kr.
Kejser Trajan forestod gennemgribende reparationer af vejen op til sit angreb på parserne i år 113.
Efterhånden gjorde konstante og omfattende uroligheder i regionen det umuligt at vedligeholde vejen. En historiker fra 500-tallet bemærkede, at vejens tilstand var så ringe, at man kun med nød og næppe kunne rejse ad den.

## Anvendelse efter romertiden
Efter romertiden havde Via Egnatia stadig betydning for regionen. Procopius beretter således om reparationer af vejen, som kejser Justinian 1. forestod i 6. årh. Næsten al landværts handel mellem Byzans og det vestlige Europa gik via Via Egnatia. Også korstogene benyttede sig af den hele vejen, til de udskibedes til sejladsen over til Lilleasien. Langt senere befærdede europæere atter vejen under krige mod det osmanniske rige.
Navnet Via Egnatia har overlevet til i dag. I 2009 færdiggjordes en motorvej A2/E90 fra Igoumenitsa over Thessaloniki til Kipoi ved den tyrkiske grænse som hedder Ἐγνατία Ὁδός, græsk for Egnatia-vejen, og en af Thessalonikis travleste hovedfærdselsårer, Egnatia, ligger delvis hvor oldtidsvejen lå, hvilket Galerius' triumfbue fra omkring år 300 bevidner.

## Vigtige byer langs vejen
Oplistet fra vest mod øst.
| Navn i oldtiden                  | Navn i 2015                              | Nuværende nation       |
| -------------------------------- | ---------------------------------------- | ---------------------- |
| Dyrrachium, senere Epidamnos     | Durrës                                   | Albanien               |
| Claudiana                        | Peqin                                    | Albanien               |
| Apollonia                        | Ved landsbyen Pojani vest for Fier       | Albanen                |
| Masio Scampa                     | Elbasan                                  | Albanen                |
| Lychnidos                        | Ohrid                                    | Republikken Makedonien |
| Heraclea Lyncestis               | Bitola                                   | Republikken Makedonien |
| Florina                          | Florina                                  | Grækenland             |
| Edessa                           | Edessa                                   | Grækenland             |
| Pella                            | Pella                                    | Grækenland             |
| Thessalonike                     | Thessaloniki                             | Grækenland             |
| Pydna                            | Måske Kitros, sydvest for nutidens Pydna | Grækenland             |
| Amphipolis                       | Amfipoli                                 | Grækenland             |
| Philippi                         | 14 km nordvest for Kavala                | Grækenland             |
| Neapolis                         | Kavala                                   | Grækenland             |
| Traianoupolis                    | Traianoupoli                             | Grækenland             |
| Kypsela                          | İpsala                                   | Tyrkiet                |
| Aenus                            | Enez                                     | Tyrkiet                |
| Aproi (Apros, Apris, Aprī)       | Landsbyen Kermeyan                       | Tyrkiet                |
| Adrianople                       | Edirne                                   | Tyrkiet                |
| Perinthus, senere Heraclea       | Landsbyen Marmaraereğlisi                | Tyrkiet                |
| Caenophrurium                    | Sinekli i Silivri-distriktet             | Tyrkiet                |
| Selymbria                        | Silivri                                  | Tyrkiet                |
| Melantias                        |                                          | Tyrkiet                |
| Rhegion                          | Küçükçekmece vest for Istanbul           | Tyrkiet                |
| Byzantium, senere Konstantinopel | Istanbul                                 | Tyrkiet                |